# Nico Manzano
Nicolás Manzano Wenzel (Caracas, 23 de julio de 1986) es un director de cine, guionista, músico, profesor y productor venezolano-alemán.

## Biografía

### Formación académica
Nico Manzano nació en Caracas, Venezuela, el 23 de julio de 1986. Cursó sus estudios primarios y de bachillerato científico en el colegio Santo Tomás de Villanueva de la ciudad de Caracas . Manzano se formó primero como Diseñador Gráfico en el Centro de Diseño Digital en Caracas, luego estudió Stop Motion Animation y Dirección de Fotografía Cinematográfíca en el Centre d´Estudis Cinematografics de Catalunya (CECC) y la Escuela de Cine de Barcelona (ECIB) en España, donde recibió clases del actor Bojan Ivić y de los cineastas Xavi Puebla y Santiago Fillol. Coincidió también en el CECC en la misma aula con el músico y compositor georgiano Nika Kvaratskhelia (Nika Elia), con quien ha trabajado en varias oportunidades en el campo musical y audiovisual.
Impartió clases de Cinematografía durante 3 años en la Escuela Nacional de Cine (ENC) en Caracas entre los años 2014 y 2017.

### Carrera cinematográfica
Su primer largometraje, Yo y Las Bestias (2021), resultó ganador de 3 de los 6 premios de posproducción otorgados por Ventana Sur 2020 Luego de culminar la película gracias a estos galardones, se produce en una misma semana su estreno mundial y latinoamericano, en la selección oficial del Festival Internacional de Cine de Mar del Plata 2021 (Argentina) y Tallin Black Nights FF 2021 (Estonia). Luego de diversos festivales y muestras posteriores en Francia, Estados Unidos, Polonia, Colombia, Suiza, Brasil y México, la ópera prima de Nico Manzano se alzó con el premio al mejor director en el Festival Internacional de Kimolos 2022 (Grecia), el trofeo de la audiencia en el Festival Rizoma 2022 (España), mejor película y mejor banda sonora en el Soundscreen Film Festival 2022 (Italia) y fue premiada con cinco estatuillas en el Festival del cine venezolano 2022, incluyendo mejor película, mejor director y mejor banda sonora. Además, fue incluida en la lista de las “mejores películas latinoamericanas de 2022” de Cinema Tropical, organización sin fines de lucro dedicada a  la promoción del cine latinoamericano.